# Luise Jaretz
Luise Jaretz (* 21. Februar 1931 in Warth, Vorarlberg) ist eine ehemalige österreichische Skirennläuferin. Sie erreichte in den 1950er-Jahren zahlreiche Siege und Podestplätze in internationalen Rennen und wurde jeweils Fünfte in Abfahrt und Riesenslalom der Weltmeisterschaften 1954.

## Biografie
Jaretz wuchs im Bregenzerwald auf und ging nach Ende des Zweiten Weltkrieges mit ihrer Familie in das Montafon. Schon während des Krieges hatte sie mit dem Skirennsport begonnen. Nach guten Leistungen im Nachwuchsbereich und ersten Starts im Ausland kam sie 1950 zum Österreichischen Skiverband (ÖSV). Die ersten Siege in internationalen FIS-Rennen feierte Jaretz 1951 in den Abfahrten von Planica und des Šar-Planina-Cups. 1952 war sie zweimal in der Schweiz erfolgreich, als sie die Abfahrten des Gamperney-Derbys in Grabs und des Gornergrat-Derbys in Zermatt gewann. Auch 1953 war Jaretz am Gornergrat siegreich, als sie Abfahrt und Slalom gewann. Zudem entschied sie einen Riesenslalom in Seefeld für sich, während sie im Riesenslalom von Bad Gastein Zweite wurde.
Zu Beginn der Saison 1953/1954 sicherte sich Jaretz mit guten Ergebnissen in den international am stärksten besetzten Rennen (dritter Platz in der Kombination der Hahnenkammrennen in Kitzbühel und vierter Rang in der Abfahrt der SDS-Rennen in Grindelwald) ihren Startplatz für die Weltmeisterschaft en1954 im schwedischen Åre. Kurz vor Beginn dieser WM feierte sie in der Abfahrt der Holmenkollen-Kandahar-Rennen in Oppdal ihren ersten Saisonsieg. Bei den Weltmeisterschaften wurde Jaretz jeweils Fünfte in der Abfahrt (zeitgleich mit der Schweizerin Madeleine Berthod) sowie im Riesenslalom (als beste Österreicherin). Im abschließenden Slalom kam sie nach einem Sturz nur auf den 30. Rang, womit sie auch die Chance auf einen Spitzenplatz in der Kombination vergab. Im weiteren Saisonverlauf gelangen Jaretz weitere Siege, unter anderem wieder in der Abfahrt des Gornergrat-Derbys sowie in der ebenfalls in Zermatt ausgetragenen Blauherd-Abfahrt. Bei den Arlberg-Kandahar-Rennen in Garmisch-Partenkirchen erreichte sie den dritten Platz in der Kombination.
Mehrere Siege und Podestplätze gelangen Jaretz auch im Winter 1954/1955. In Zermatt gewann sie zum vierten Mal in Folge die Gornergrat-Abfahrt (erstmals auch die Kombination) und zum zweiten Mal die Blauherd-Abfahrt. Weitere Siege erreichte sie in der Abfahrt von Saint-Gervais-les-Bains, in Slalom, Riesenslalom und Kombination im Vall de Núria sowie in zwei Riesenslaloms am Zürser See und in Arosa. Bei den Arlberg-Kandahar-Rennen, diesmal in Mürren ausgetragen, erzielte sie als Dritte der Abfahrt erneut einen Podestplatz. Zudem wurde sie Zweite in Slalom und Kombination der Österreichischen Meisterschaften 1955 am Hirschenkogel, nachdem sie in den letzten beiden Jahren jeweils Abfahrts-Dritte bei den nationalen Titelkämpfen war.
Im November 1955 kam Jaretz bei einem Training des österreichischen Damenteams für die Olympischen Winterspiele 1956 schwer zu Sturz. Sie erlitt Brüche des Schien- und Wadenbeines und musste im Rest des Winters pausieren. In der Saison 1956/1957 nahm Jaretz wieder an Rennen teil, wobei sie einen Sieg im Riesenslalom von Arosa und zwei weitere Podestplätze erreichte. Eine Schwangerschaft und die Geburt ihres Sohnes Ende des Jahres 1957 brachten das Ende ihrer aktiven Karriere.

## Erfolge

### Weltmeisterschaften
- Åre 1954: 5. Abfahrt, 5. Riesenslalom, 15. Kombination, 30. Slalom

### Siege in FIS-Rennen
- Abfahrt in Planica 1951
- Abfahrt des Šar-Planina-Cups 1951
- Abfahrt des Gamperney-Derbys in Grabs 1952
- Abfahrt des Gornergrat-Derbys in Zermatt 1952
- Riesenslalom in Seefeld 1953
- Abfahrt und Slalom des Gornergrat-Derbys in Zermatt 1953
- Abfahrt der Holmenkollen-Kandahar-Rennen in Oppdal 1954
- Blauherd-Abfahrt in Zermatt 1954
- Abfahrt des Gornergrat-Derbys in Zermatt 1954
- Riesenslalom am Zürser See 1954
- Abfahrt in Saint-Gervais-les-Bains 1955
- Blauherd-Abfahrt in Zermatt 1955
- Abfahrt und Kombination des Gornergrat-Derbys in Zermatt 1955
- Slalom, Riesenslalom und Kombination im Vall de Núria 1955
- Riesenslalom am Zürser See 1955
- Riesenslalom in Arosa 1957